# كريستين والليس
كريستين والليس (بالإنجليزية: Christine Willes)‏ (و. القرن 20  م) هي ممثلة كندية، ولدت في كندا.
.

## وصلات خارجية
- كريستين والليس على موقع IMDb (الإنجليزية)
- كريستين والليس على موقع أول موفي (الإنجليزية)
- كريستين والليس على موقع قاعدة بيانات الفيلم (الإنجليزية)